# Костёл Святой Девы Марии Ангельской
Капуцинский храм Пресвято́й Де́вы Мари́и А́нгельской — построен в Виннице в 1746 году в необычном стиле тосканского барокко на средства винницкого старосты Людвика Калиновского.

## История
14 сентября 1745 года в Винницу прибыл делегат епископа Луцкого. Адам Павловский и заложил первый камень будущего монастыря и освятил крест. 21 сентября 1746 в город приехали монахи. Финансировал строительство монастыря винницкий староста, Людвик Калиновский, который пожертвовал для этой цели несколько своих имений и деньги вырученные в судебном споре с графом Потоцким.
После третьего раздела Речи Посполитой, в 1796 году одиннадцать монастырей, которые находились на территории современной Украины, создали независимую капуцинскую провинцию, получившую название руской (от слова «Русь») под покровом святых Войцеха и Станислава. В её состав входили следующие монастыри: в Брусилове, Виннице, Владимир-Волынском, Дунаевцах, Збриже, Куне, Любешове, Остроге, Староконстантинове, Устилуге.
На момент образования провинция насчитывала 99 монахов. Благодаря привилегиям, полученным от царя Петра І, капуцины могли вести активную деятельность. В тот период было завершено строительство новых монастырей в Дунаевцах, Ходоркове, Зрыже.
Два больших восстания польского народа против российского господства (в ноябре 1830—1831 и в январе 1863) стали решающими в судьбе капуцинов на территории центральной Украины и Волыни. Францисканцы всегда пребывали в единстве с простыми людьми, поэтому царская власть видела в них опасность влияния на простых людей и начала ликвидацию капуцинских монастырей. После первого восстания осталось только четыре действующих монастыря: Винница, Староконстантинов, Брусилов, Ходорков, — которые были ликвидированы после второго восстания. Дольше всех продержался монастырь в Виннице. Таким образом «Руская капуцинская провинция» прекратила своё существование.
Капуцинский монастырь был упразднен в 1888 году царскими властями и превращён в казармы, однако костёл оставался действующим в качестве приходской католической церкви.
16 мая 1920 года во время наступления польских войск на Киев в капуцинский храм прибыл маршалек Юзеф Пилсудский. В его намерениях отец настоятель Ян Левинский совершил мессу.
Храм был закрыт советскими властями в 1931 году и отдали Осоавиахим. Священника Левинского арестовали. Суд его приговорил к смертной казни, которой он чудом избежал. В 1933 году в рамках расширения Почтовой улице (сегодняшняя Соборная) власти демонтировали стены перед входом в храм.
Летом 1941 года Винницу заняли немцы, которые позволили католикам заново открыть капуцинский храм для приходской жизни. Мессы совершали военные капелланы венгерского и словацкого происхождения.
15 ноября 1945 года советская власть повторно регистрирует католическую общину при капуцинском храме.
В 1948—1959 годах власть регистрирует винницким настоятелем отца Марцелия Высокинского (1884—1959), бывшего иезуита, который долгое время работал в Восточном обряде. До самой смерти он практически самостоятельно служил верующим города и области.
20 ноября 1960 храм был передан обществу «Знание» под лекторий атеизма. Перестройка храма произошла в 1961 году. В подвальных помещениях храма и монастыря было обустроено атомное бомбоубежище.
На Украину капуцины вернулись в 1988 году. Сначала братья помогали священникам в приходской работе, а со временем приобрели свои дома: в 1989 году капуцины вернулись в свой старинный монастырь в Староконстантинове, в следующем году открыли дом в Красилове, в 1992 году вернулись в Винницу. Сейчас костёл снова принадлежит католической общине города Винницы.
В 2001—2002 годах при содействии ордена капуцинов и при большой поддержке прихожан были выкуплены первые кельи в Винницком капуцинском монастыре. На первом этаже монастыря от улицы Соборной разместилась канцелярия, библиотека, комната для бесед и два катехитических класса. Впоследствии были выкуплены также кельи на втором этаже одного крыла монастыря и помещения, где некогда размещалась монастырская кухня и трапезная.
17 ноября 2010 года в боковой часовне храма помещены мощи Слуги Божьего отца Серафима Кашубы, капуцина, странствующего пастыря Советского Союза.
4 апреля 2015 года на Пасху, перед ночным богослужением, власти области и города в рамках восстановления исторической справедливости, объявила о передаче в собственность прихода храма и приходских помещений по вул. Соборной, 12.
21 ноября 2016 года празднования юбилейных торжеств. Богу благодарение за 270-ю годовщину прибытия капуцинов в Винницу (1746), за 270-ю годовщину освящения краеугольного камня храма (1745), за 250 годовщину освящения храма и монастыря (1761), за почти 25 лет нового присутствия Капуцинов В Виннице (1992)

## Архитектура

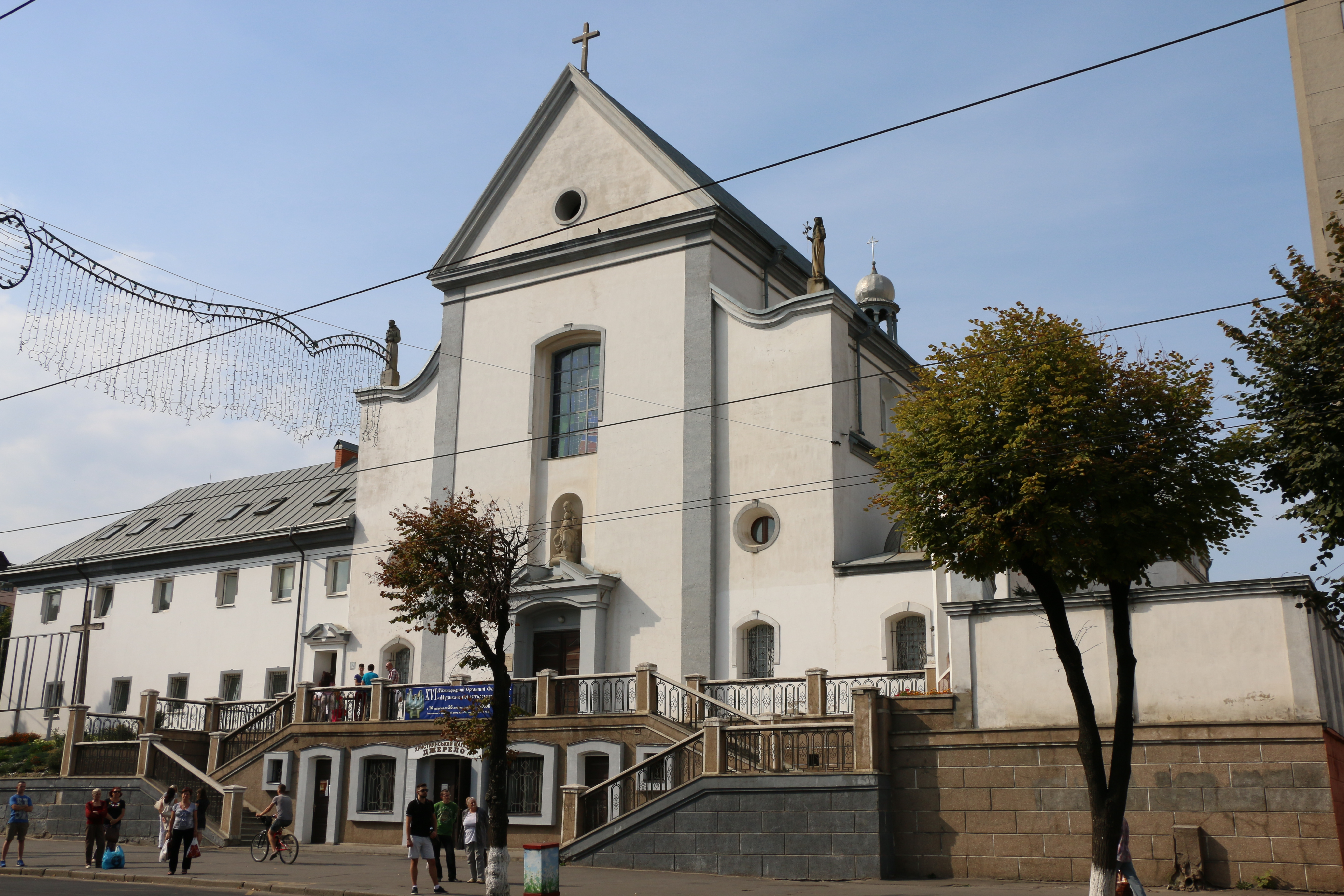
Главный фасад

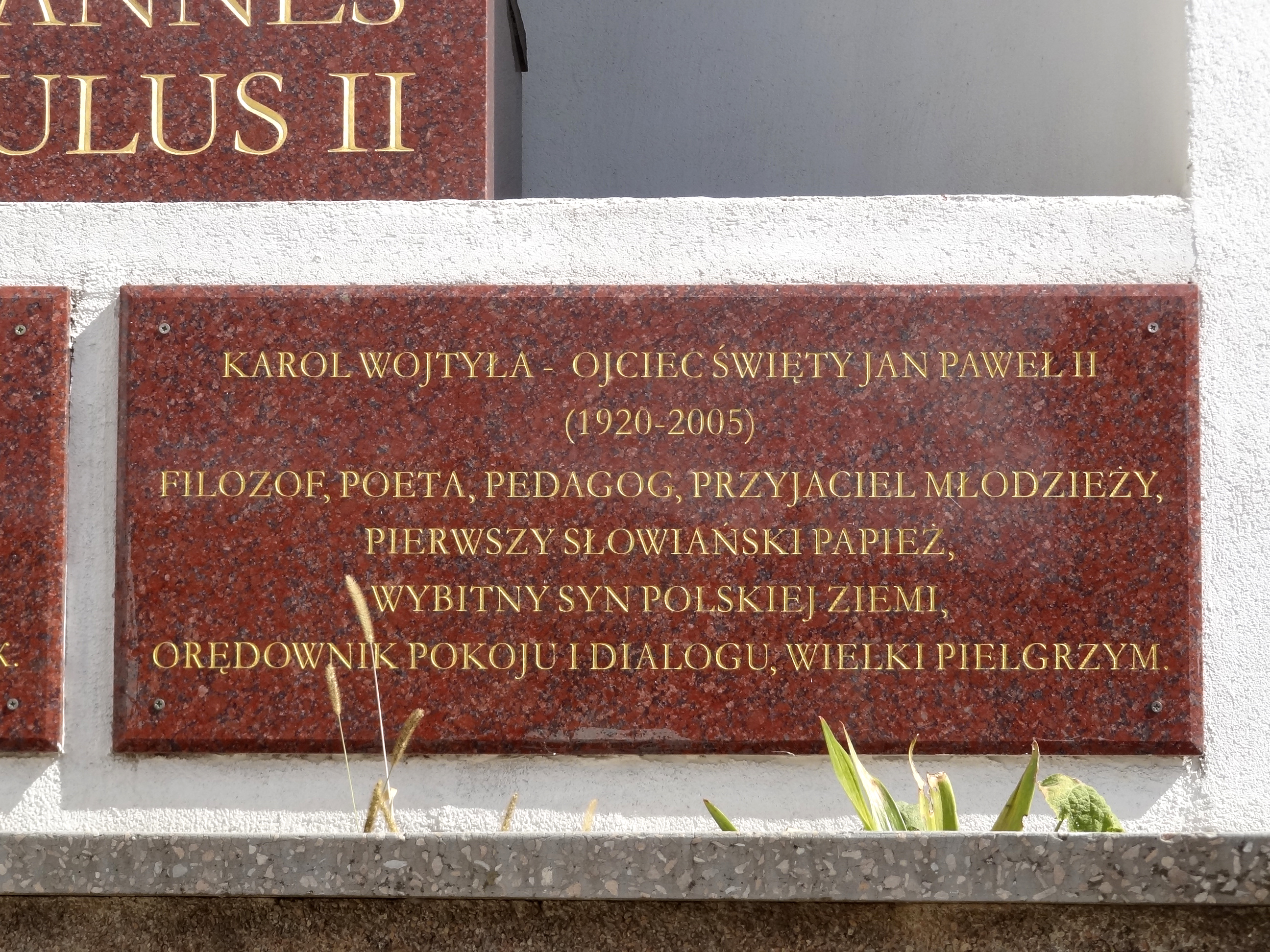
Мемориальная доска из красного гранита на польском языке под статуей Иоанна Павла II (рядом табличка укр.)

Костел является копией кляшторных храмов братьев меньших Капуцинов в Сендзишове-Малопольском и Сталевой воле (Розвадове), которые были возведены в те же годы, что и Винницкий храм, по проекту архитектора Яна де Опитца из Львова. Основатель Винницкого монастыря нанял мастеров-каменщиков из Львова для строительства Винницкого храма.
Замкнутый периметр комплекса обсервантов-отшельников был создан благодаря соединению объёма храма с двухэтажным п-образным строением монастыря по оси центрального входа и восточной стороны трансепта, образуя внутренний квадратный в периметре замкнутый двор. Единственным декорированным украшением наружных фасадов здания являются оригинальные наличники над небольшими прямоугольными объёмами оконных проемов.
Внешнее оформление трехнефного двухъярусного костёла Матери Божьей Ангельской, выполненного в форме латинского креста с часовней справа от центрального входа, на террасе с двухмаршевыми симметричными лестницам — является отражением аскетичности Ордена, где простоту тосканского ордера главного фасада подчеркивают лишь две фигуры святых на фронтоне и скульптура пресвятой Девы Марии над главным входом.
Автором скульптур святых Клары и Франциска размещенные на фасаде храма, и Мадонны с младенцем Иисусом, над порталом, стал скульптор Юрий Козерацкий.

## Орган
Орган был изготовлен немецкой фирмой VEB Sauer Orgelbau (Франкфурт-на-Одере) в 1984 году и действовал до 1991 года. Инструмент был установлен в помещении бывшего костела, который использовался как органный зал. Орган был уничтожен во время рейдерского захвата органного зала православной (МП) церковью, после чего власти уже передали им помещение: в коридорах на полу лежали смятые и покривленные органные трубы, остатки клавиатуры, детали соединения и крепления. Некоторые важные узлы вообще исчезли. Впоследствии приход Матери Божьей ангельской Римско-католической церкви получил соседний костел Матери Божьей ангельского монастыря братьев меньших Капуцинов в свою собственность и начал возрождение утраченного органа. Остатки разрушенного органа были перенесены для ремонтных работ, были приглашены органные мастера из города Бельско-Бяла (Польша) во главе с органистом, органным мастером, публицистом и организатором музыкальной жизни Ежи Куклей.
В результате кропотливого труда орган был восстановлен. Первый концерт воскресшего органа состоялся 16 мая 1999 года. Орган имеет 30 регистров, два мануала и педаль, звуковая и регистровая трактура — механические. На трубах органа, даже на больших трубах проспекта, навсегда остались следы тяжелых времен грубого отношения. Орган имеет мягкое и теплое звучание, типичное для немецких зауэровских органов. В оркестровом tutty звучание основных регистров обогащено обертонами микстур, аликвот и язычковых регистров, которыми так богат орган.

## Подземелье
Под современным костелом Девы Марии Ангельской и монастырем капуцинов сейчас находится подземный этаж, который является фактическим фундаментом или же подвалом этих зданий. Помещения имели хозяйственное назначение: в них хранили овощи и фрукты, которые выращивали на землях монастыря, а также пиво, которое производилось при монастыре. Холод помещений помогал хранить продукты в течение всей зимы и даже летом. Перпендикулярно к помещению костела под ним располагается 4 похожие по площади и конфигурации в пространстве комнаты, которые могли использоваться для захоронения монахов. Такие комнаты в католической церкви называют криптами, а тип погребения катакомбным. Упоминания о погребении приводятся в летописи монастыря, но присутствия остатков такового в современном помещении подтверждено не было.
Кроме подвалов и погребальных комнат существует ещё один этаж подземелий, который относят к другому времени постройки, чем основное помещение. Этот этаж может быть моложе на 100 лет, а близость с древнейшим зданием города (иезуитским монастырем) и тип кирпичного свода гласит, что они являются частью древнего иезуитского хода, построенного с целью коммуникации во времена военных столкновений.
В 2016 году инициативной группой монахов и историков были проведены первые экскурсии по костелу и подземельем монастыря, которые впоследствии стали постоянными. Винницкие подземелья сейчас не представляют целостную структуру, которой можно совершить полноценную прогулку под зданиями города. В некоторых зданиях можно найти настоящие остатки иезуитских ходов. Например, под зданием современного Винницкого областного краеведческого музея есть частичка ходов. Краеведческий музей располагается на территории бывшей обители иезуитов — Иезуитского монастыря.

## Адрес
- Украина, Винница, ул. Соборная, 12